# 메시카인
메시카인 또는 멕시카인(나와틀어: Mēxihcah은 멕시코의 옛 국가인 아즈텍 제국을 형성한 나와족 집단이다. 이들은 고전 나와틀어를 사용하였으며, 이들을 이르는 명칭인 "메시카"는 오늘날 멕시코의 어원이 되었다.